# The Saga of the Viking Women and Their Voyage to the Waters of the Great Sea Serpent
The Saga of the Viking Women and Their Voyage to the Waters of the Great Sea Serpent is een B-film uit 1957 onder regie van Roger Corman. De film staat bekend om zijn goedkope effecten en kostuums.

## Verhaal
Een groep Vikingvrouwen kan niet langer wachten op de terugkeer van hun mannen en besluit zelf een schip te bouwen om hun echtgenoten op te zoeken. Onderweg worden ze aangevallen door een reusachtige slang. Wanneer ze aanspoelen op een buitenlands eiland, worden ze begroet door de Grimwalts, de slechteriken die hun mannen ook gevangen houden. Ze komen er al snel achter dat de Grimwalts van hen slaven willen maken, en besluiten op dat moment een plan te maken om te vluchten.

## Rolverdeling
| Acteur               | Personage | Opmerkingen |
| -------------------- | --------- | --- |
| Abby Dalton          | Desir     | de Vikingvrouw die de andere vrouwen ervan overtuigt om hun mannen te zoeken.                                    |
| Susan Cabot          | Enger     | de Hogepriesteres van de Vikingvrouwen. Ze bidt tot Thor en is van plan de man van Desir af te pakken.           |
| Bradford Jackson     | Vedric    | de lang verloren liefde van Desir. Vanwege zijn fysieke mogelijkheden, is hij de leider van de Stonjold Vikings. |
| June Kenney          | Asmild    | Desirs jongere zus die ook mee gaat op de tocht, ondanks het feit dat ze geen man heeft.                         |
| Richard Devon        | Stark     | de koning van de Grimwalts.                                                                                      |
| Betsy Jones-Moreland | Thyra     | s nog een Vikingvrouw die zelf geen man heeft. Ze gaat mee op de reis in de hoop een man te vinden.              |
| Jonathan Haze        | Ottar     | de zwakste van de mannen die achterbleef toen alle andere mannen vertrokken.                                     |
| Jay Sayer            | Senya     | de zoon van Stark.                                                                                               |
| Lynette Bernay       | Dagda     | een Vikingvrouw die al van tevoren haar twijfels had over de reis. Ze zag door Engers plannen heen.              |
| Michael Forest       | Zarko     | een barbaar die werkt voor Stark. Tijdens de film wordt hij de aartsvijand van Ottar.                            |

## Achtergrond
Alternatieve titels van de film zijn: “The Saga of the Viking”, “The Viking Women and the Sea Serpent”, “Undersea Monster” en “Viking Women”. De film werd bespot in de televisieserie Mystery Science Theater 3000.